# Texas Instruments TI-99/4A
Il Texas Instruments TI-99/4A, meglio noto come TI-99/4A o TI99/4A, versione potenziata del TI-99/4, è stato uno tra i primi home computer prodotti dalla Texas Instruments tra il 1981 e il 1983.

## Storia

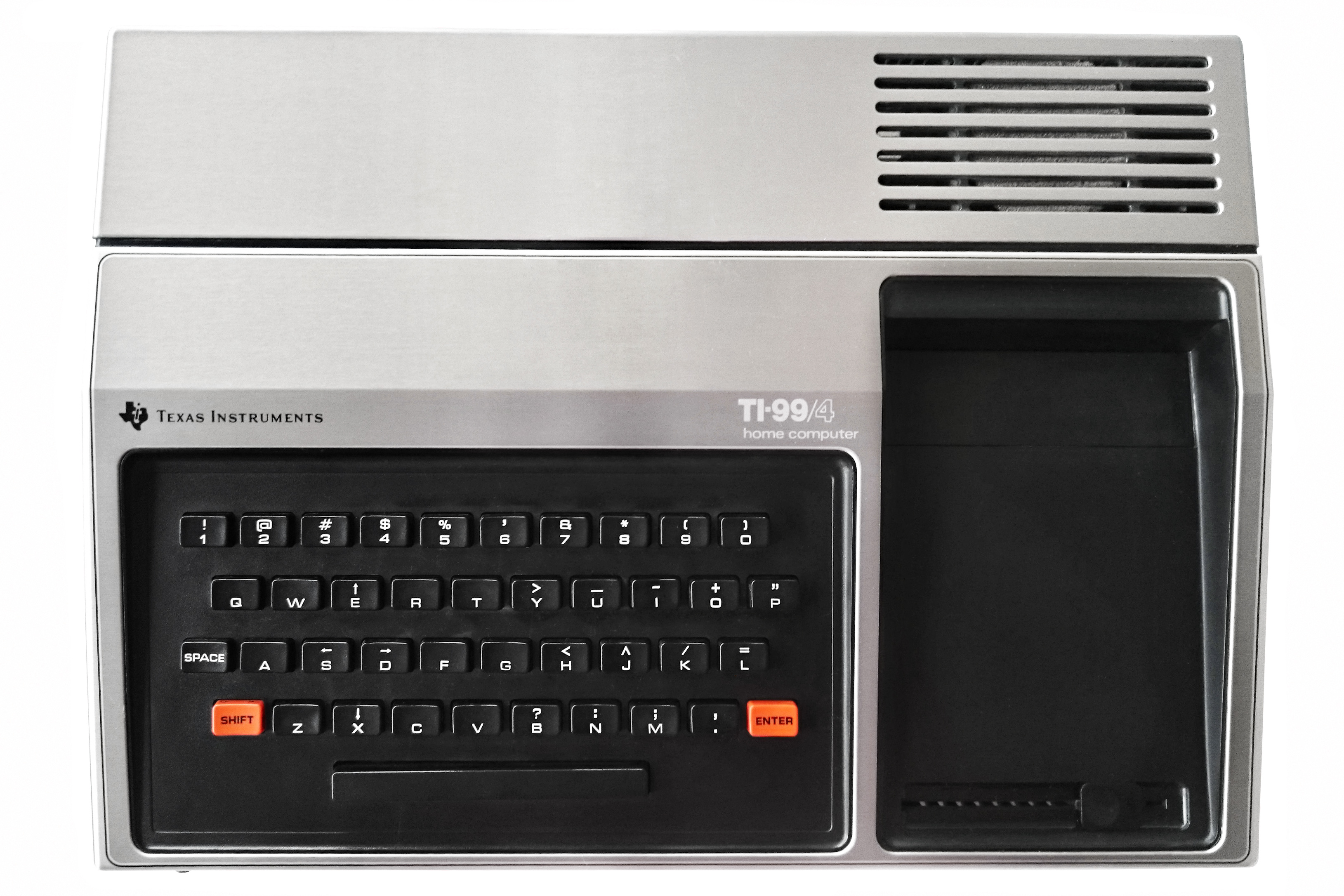
Un TI-99/4 del 1979.

Versione potenziata del modello TI-99/4 commercializzato alla fine del 1979, venne immesso sul mercato a partire dal giugno del 1981, ebbe una certa diffusione soprattutto negli USA ma a causa della guerra commerciale con la Commodore International non riuscì a totalizzare un significativo numero di vendite, soprattutto per via del successo del Commodore 64, e la produzione cessò dopo appena due anni dal lancio.

## Caratteristiche

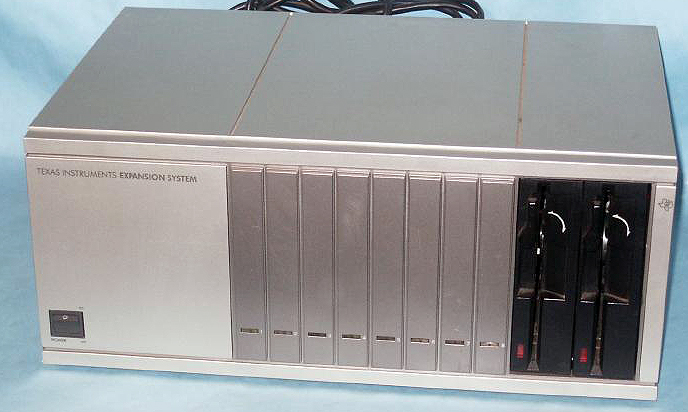
Box per le espansioni del TI99/4A

Supporta la scrittura in minuscolo, a differenza di alcune macchine dell'epoca che richiedevano una specifica espansione, e una tastiera a piena escursione, ed è basato sul TMS-9900, una CPU a 16 bit con clock a 3 MHz. La grafica è di 16 colori con una risoluzione video di 256 x 192 pixel, organizzata in 32 colonne x 24 righe, con caratteri (ASCII o definibili dall'utente) a base 8 x 8 pixel.

### Hardware
Costruito intorno a un unico blocco, che racchiude al suo interno la CPU, la scheda madre e lo slot a cartucce (SSC Solid State Cartridge), disponeva tra i vari optional anche di un drive per floppy da 5,25", una scheda seriale RS-232 munita di due porte seriali e una parallela, una scheda P-Code per il supporto al linguaggio di programmazione Pascal, una stampante termica, un accoppiatore acustico, unità a nastro per il salvataggio e il caricamento dei dati (su normali musicassette), una coppia di joystick e un'espansione di memoria da 32 kB. Particolarità della macchina era quella di essere venduta provvista già di monitor (una versione modificata di un TV-Color Zenith da 13"), in quanto l'adattatore RF per il collegamento a una normale TV non ottenne mai la certificazione della Federal Communications Commission. In Italia era venduto senza monitor e l'uscita video era pienamente compatibile con i normali televisori. Altra particolarità per l'epoca era la presenza di un sintetizzatore vocale opzionale, esattamente come quello presente nell'Atari 2600, che permetteva di dotare il software o i giochi di sintesi vocale. Il sintetizzatore veniva fornito gratuitamente ai clienti dopo l'acquisto di un determinato numero di cartucce, e venne ampiamente adoperato da parecchi videogiochi scritti dalla stessa TI.

### Software
Il linguaggio di programmazione predefinito è il TI BASIC, espandibile in TI Extended BASIC, versione più avanzata del BASIC nei precedenti computer prodotti dalla Texas Instruments, provvista di un set di istruzioni più ampio, ottimizzato e con possibilità di gestire gli sprite.
Il computer in versione base non consente l'utilizzo di routine in linguaggio macchina create dall'utente e neppure di scrivere programmi che accedano al modo grafico in alta risoluzione "bitmap mode" (256 x 192 pixel singolarmente indirizzabili). Allo scopo era necessario acquistare separatamente il modulo "minimemory", una unità di memoria a stato solido in forma di cartuccia prodotta dalla stessa Texas Instruments, oppure espandere il sistema tramite il "Peripheral Expansion box", sempre prodotto dalla TI, il quale permette poi, previa espansione della RAM con il modulo da 32 KB, l'utilizzo del modulo "Editor Assembler", una cartuccia Solid State Memory prodotta dalla TI, per scrivere programmi completi o subroutine in assembly.